# Rathaus (Bieberehren)

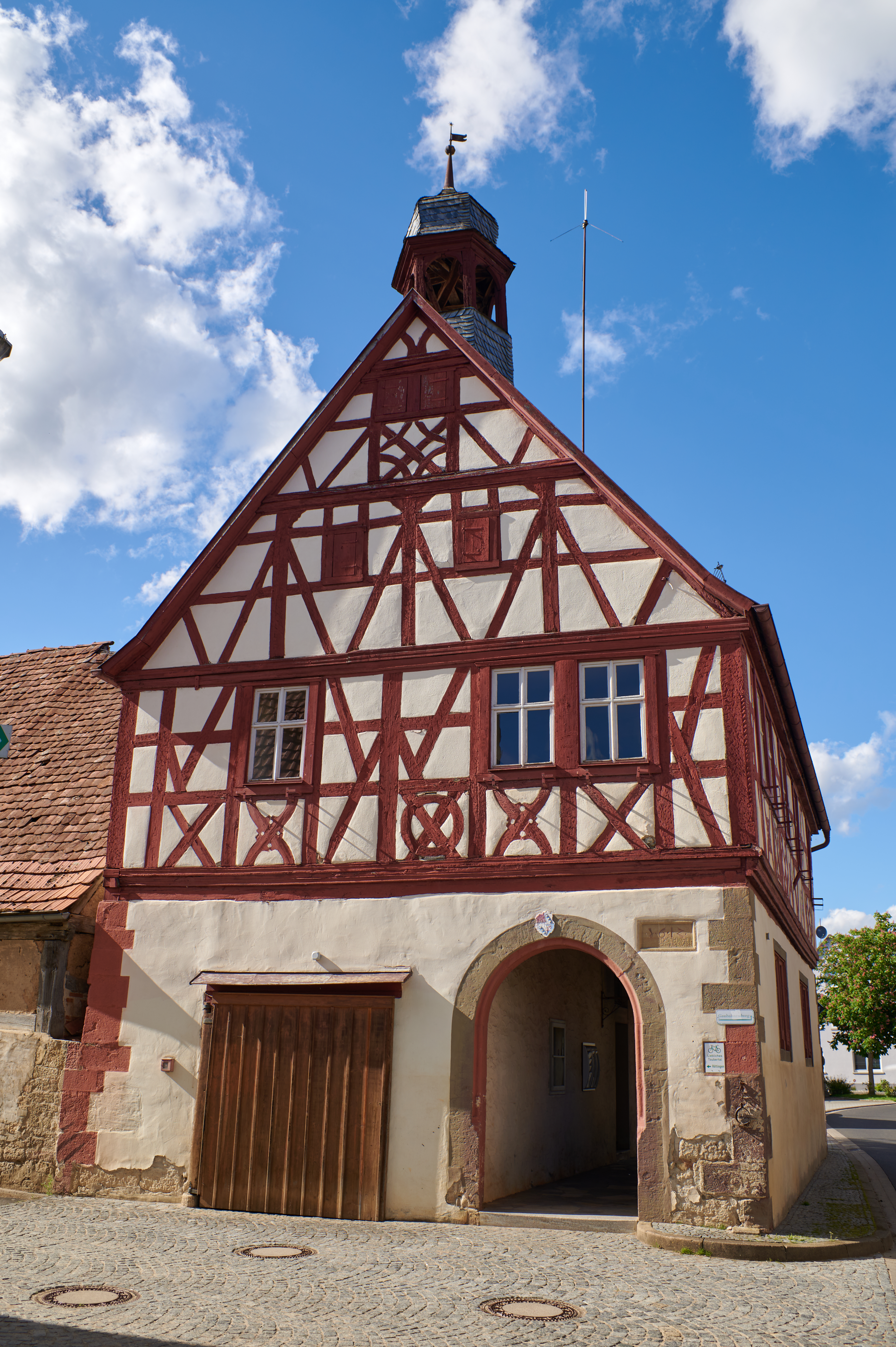
Rathaus in Bieberehren

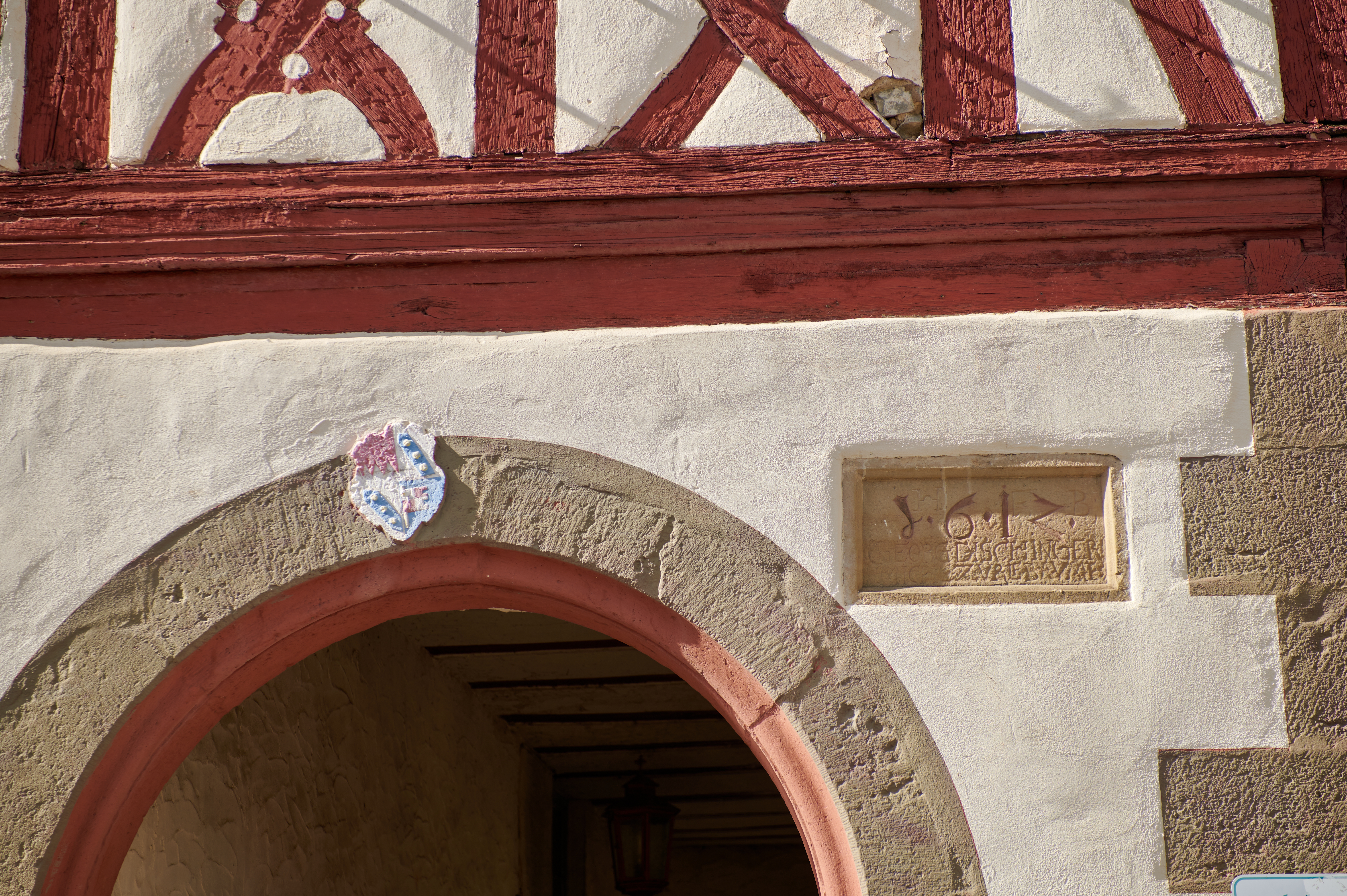
Portal mit Wappen und daneben Steintafel mit der Jahreszahl 1612

Das Rathaus in Bieberehren, einer Gemeinde im unterfränkischen Landkreis Würzburg, wurde 1612 errichtet. Das Rathaus an der Hauptstraße 16 ist ein geschütztes Baudenkmal.
Der zweigeschossige Satteldachbau mit Dachreiter besitzt ein vorkragendes Obergeschoss in Fachwerkbauweise.
Im Portalbogen an der Südseite ist das Wappen des Würzburger Fürstbischofs Julius Echter von Mespelbrunn (1545–1617) zu sehen. Daneben ist eine Steinplatte mit der Jahreszahl 1612 und der Inschrift „HFB“ über der Zahl und „Georg Dischinger“ darunter angebracht.   